# Persipanmakronenmasse
Persipanmakronenmasse ist eine dressierfähige Masse aus zerkleinerten Aprikosen- oder Pfirsichkernen oder entbitterten Bittermandeln sowie Zucker und Eiklar, keinesfalls jedoch Mehl oder Stärke, abgesehen von einem minimalen Stärkeanteil, der Persipanprodukten zugegeben wird, um sie durch Iodprobe leicht von Marzipan unterscheiden zu können. Die aus dieser Masse hergestellten Makronengebäcke heißen Persipanmakronen.
Im Sinne des Deutschen Lebensmittelbuchs ist Persipanmakronenmasse ein eindeutig definiertes Halbfertigprodukt, nämlich eine Mischung aus Persipanrohmasse, Zucker und Eiklar, wobei die Persipanrohmasse wiederum aus den eben genannten zerkleinerten Ölsamen und bis zu 35 % Zucker durch Abrösten hergestellt wird, das heißt durch intensives Vermischen unter Hitze. Zur Herstellung von Persipanmakronenmasse dürfen dieser Rohmasse je 100 Gewichtsteilen höchstens 100 Gewichtsteile Zucker zugesetzt werden. Der Eiklar-Anteil muss mindestens 10 % des Gesamtgewichtes der fertigen Masse ausmachen, bei Verwendung von Trockeneinklar entsprechend weniger. Diese Anforderungen sind identisch mit denen an Makronenmasse im Sinne der Leitsätze des Lebensmittelbuchs, nur mit Persipan anstelle von Marzipan. Ein erneutes Abrösten ist bei der Herstellung nicht unbedingt nötig, jedoch möglich.
Die Masse zur Herstellung von Persipanmakronen kann jedoch auch ohne Verwendung von Persipanrohmasse direkt aus den zerkleinerten Ölsamen, Zucker und Eiklar durch gemeinsames Abrösten aller Zutaten bereitet werden. In diesem Fall wird mehr Zucker und Eiklar zugegeben, da der Zuckeranteil der Persipanrohmasse wegfällt und die ganze Mischung aufnahmefähiger für Eiklar ist. Im fachsprachlichen Gebrauch der Bäcker werden solche Massen allgemein als Makronenmassen bezeichnet, im Sinne des Deutschen Lebensmittelbuchs wäre dies nicht korrekt.
Da Persipan ein minderwertiges, leicht verwechselbares Ersatzprodukt für Marzipan ist, muss Gebäck mit Persipanmakronenmasse in der Regel deutlich gekennzeichnet werden. Gängig sind zum Beispiel Bezeichnungen wie „Persipanhörnchen“ (statt Mandelhörnchen) oder „Ochsenaugen mit Persipan“.